# JPS (たばこ)
ジョン・プレイヤー・スペシャル (John Player Special) は、イギリスのインペリアル・ブランズの生産・販売のたばこのブランドである。略称はJPS（ジェー・ピー・エス）。その他香水、シャンプー、洋服、腕時計、ウイスキーなども販売されている。

## 歴史

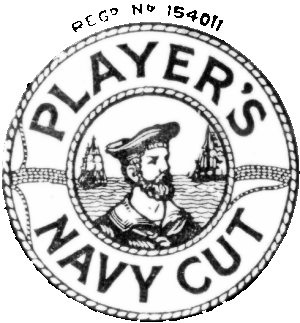
Navy Cutのロゴ

19世紀半ば、イギリスのジョン・プレイヤーがノッティンガムにたばこ会社（後のジョン・プレイヤー・アンド・サンズ）を設立。その後会社は成長し、息子のJohn Dane PlayerとWilliam Goodacre Playerが跡を継いで運営していた。社名がジョン・プレイヤー・アンド・サンズ（John Player & Sons）になる。
アメリカの脅威にさらされ、1901年にブリストルに本部を置くインペリアル・タバコ・グループに買収される。しかし当時のプレイヤーらのブランド（「Navy Cut」、「No.6」、「John Player Special」、「Gold Leaf」など）は当時のロゴとともに維持された。
第二次大戦中（1941年）英軍の間で吸われていた本品が、攻防戦により頻繁に倉庫の持ち主が変わった北アフリカ戦線ではロンメル軍に戦利品として珍重されたとの記録がある。その理由として「ドイツ製のたばこは包装が悪く、乾燥した砂漠では藁のようになってしまった」または「プレイヤーズはうまかった」とある。
1970年代前半、ノッティンガム郊外に広く交通の便の良い新しい工場が作られ、John Player & Sonsの看板が残された古い工場は1980年代後半までにすべて廃止された。
現在はインペリアル・ブランズとブリティッシュ・アメリカン・タバコが製造している。ヨーロッパではインペリアル・ブランズとBATが製造している国が混在し、BATが製造しているチェコ・スロバキア・スロベニア・エストニア・ポーランドなどでは、インペリアル・ブランズは『パーカー・アンド・シンプソン（Parker & Simpson/略称はP&S）』の名称で販売している。エストニアでは2014年にトレンドを、ロシアでは2015年にバルカンスカヤ・ズベズダを、台湾では2016年にボスをリニューアルする形で導入している。日本でも2014年3月25日にブラック・ブルー・シルバーの3種類が認可されているが、3年弱が経過した2017年2月現在でもまだ発売されていない。

## 現行販売製品

### 日本国内
日本での販売元はブリティッシュ・アメリカン・タバコ・ジャパン。旧John Player & Sons社の製品は、JPSのみが販売されている。1986年発売当初のキャッチコピーは「黒のマイルド」。1980年代の一時期には、白パッケージで真ん中のロゴが黒正方形の「JPSマイルド」も発売されていた（こちらのキャッチコピーは「白のマイルド」）。

#### 販売終了品(日本国内)
| 製品名                                   | 発売年月日 | 廃止年月日 | 価格  | 本数 | タール | ニコチン | 販売地域 | 備考         |
| ---------------------------------------- | ---------- | ---------- | ----- | ---- | ------ | -------- | -------- | ------------ |
| ジェー・ピー・エス・FK                   | 1986年4月  | 2014年7月  | 420円 | 20本 | 11mg   | 1.0mg    | 全国     | ソフトパック |
| ジェー・ピー・エス・マイルド・FK         |            |            | 220円 | 20本 |        |          | 全国     | ソフトパック |
| ジェー・ピー・エス・メンソール・ボックス |            |            |       | 20本 |        |          | 北海道   |              |

### 日本以外

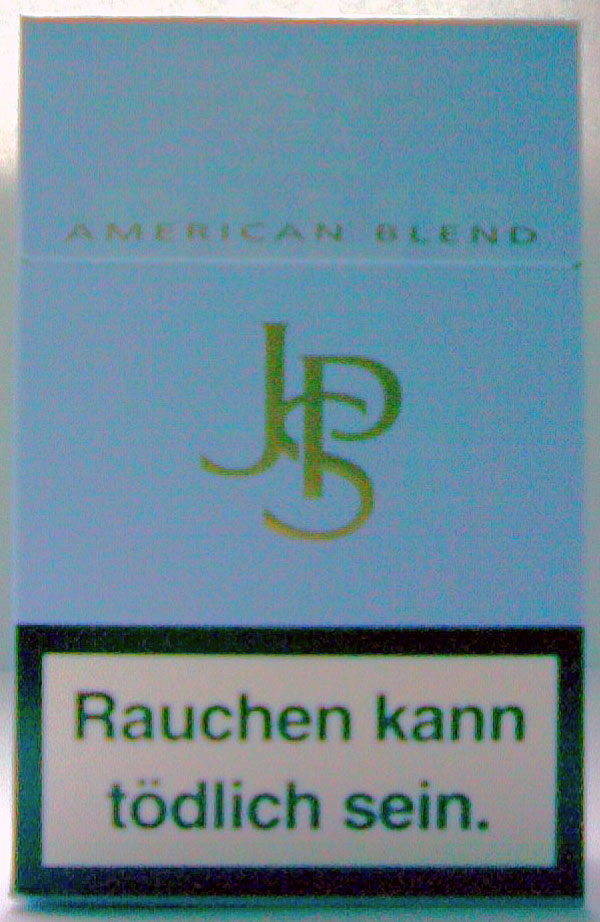
ドイツやオーストリアで販売されているJPS AMERICAN BLEND BLUE

- JPS（EUではJPS ORIGINAL BLACK）（KS/100's）
- JPS AMERICAN BLEND RED（KS/100's）
- JPS AMERICAN BLEND SILVER
- JPS AMERICAN BLEND BLUE（KS/100's）
- JPS Quantum
- JPS Limited
- Player's Filter
- Player's Medium
- Player's Light
- Player's Light Smooth
- Player's Silver
- Player's Extra Light
- Player's Plain
- Player's Special Blend
- Player's 1877 Limited Edition Tin

## モータースポーツへのスポンサー活動

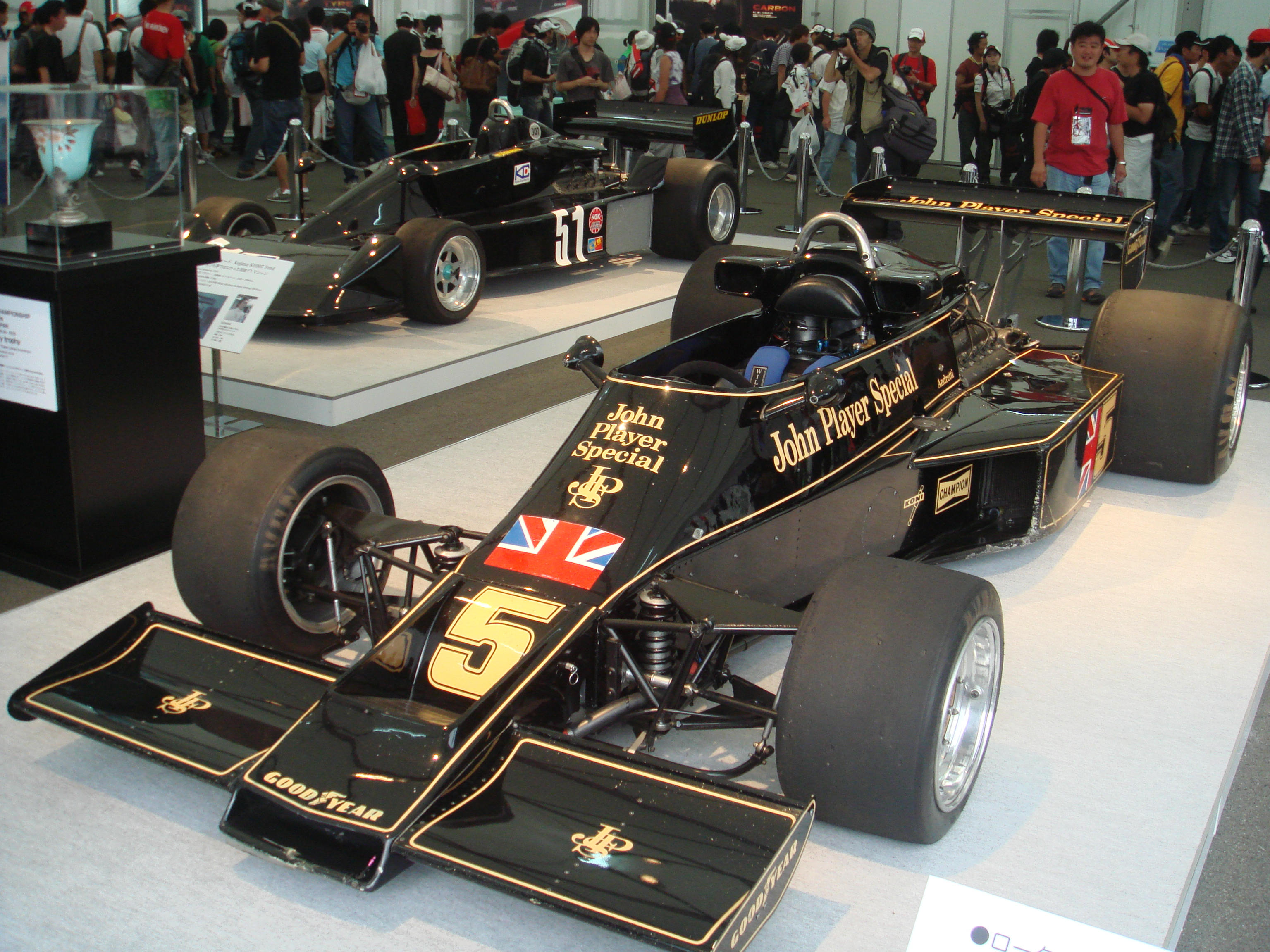
「J.P.S. Mk.II」ことロータス・77

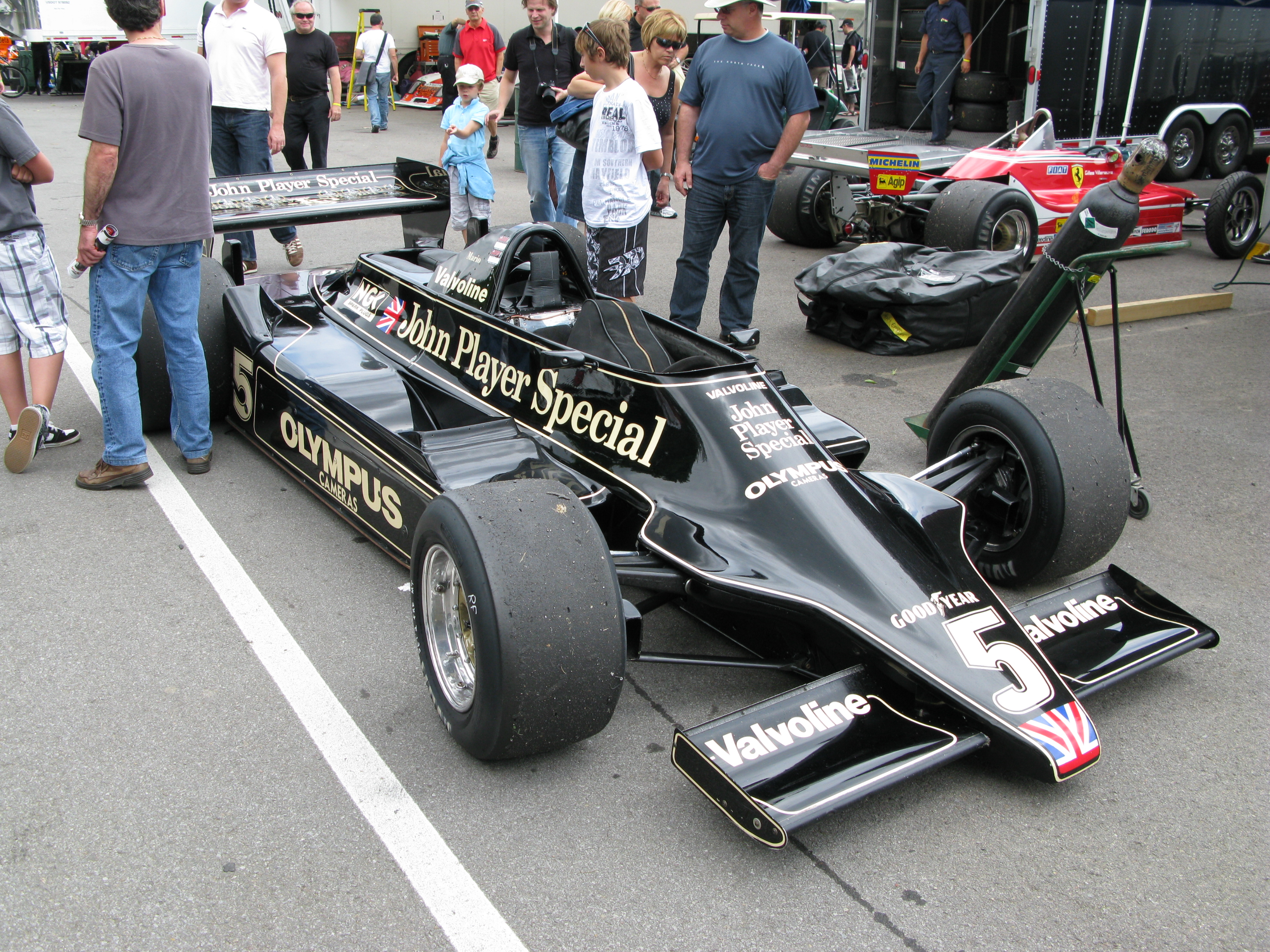
「J.P.S. Mk.IV」ことロータス・79

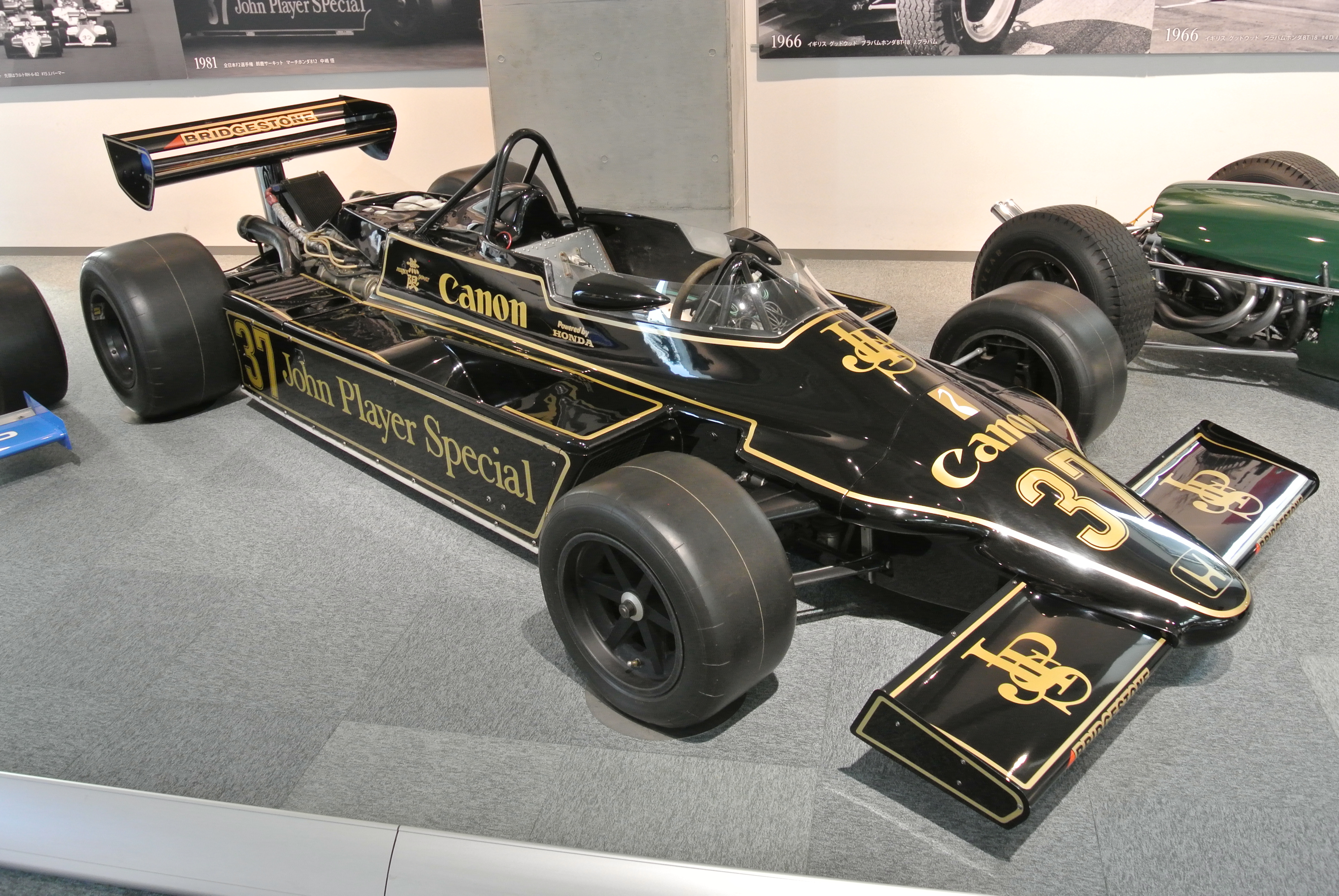
マーチ・812（1982年、中嶋悟車）

インペリアル・タバコは1968年よりF1のチーム・ロータスのメインスポンサーとなり、1971年までは赤と金色の「ゴールドリーフ」ブランドを使用。1972年よりJPSブランドに切替え、1979年と1980年を除き、1986年までロータスを支援した。漆黒と金のピン・ストライプに彩られた車体は特に印象深く、ロータス・79が「ブラック・ビューティー」と呼ばれるなど、当時の代表的なカラーリングに挙げられる。マシン名もロータス・76はJ.P.S. Mk.I、ロータス・77はJ.P.S. Mk.II、ロータス・78はJ.P.S. Mk.III、ロータス・79はJ.P.S. Mk.IVと呼ばれる別名を持っていた。
市販車を製造するロータス・カーズが販売するロータス・ヨーロッパの1972年に登場した最終型、「スペシャル」でも、同様に金のピン・ストライプが入れられた。
日本の全日本F2選手権では、中嶋悟を擁するi&iスポーツがJPSカラーのマシンでチャンピオンを獲得した。中嶋は1982年のJPSトロフィーレースで優勝した特典として、ロータスのF1マシンをテスト走行している。以後ジェフ・リース、デイヴ・スコット、高橋国光が全日本F2でJPSカラーのマシンで参戦した。
その後2011年にロータス・ルノーGPが発表したルノー・R31はタバコ広告規制もあって「JPS」の文字はないものの、カラーリングは「黒地に金文字」とJPSスポンサー時代を彷彿させるものとした。ただしリアウイングの一部などに赤色(スポンサーであるTOTALのイメージカラー)を配色している点はオリジナルと異なる。2012年にロータスF1チームにチーム名を変更した後もロータス・E20、E21に引き続き同様のカラーリングが採用されている。F1以外では、グループR-GTに参戦していたロータス・エキシージR-GTがこのカラーリングを採用していた。

## その他のスポンサー活動
本田技研工業㈱との間で商標使用契約を締結し、ホンダ・イブパックスSの特別仕様車として、1987年3月17日に発売を開始した。
黒地の車体に車輪を金に塗装され、車輌の両サイドに金文字で、John・Player・Special(ジョンプレイヤースペシャル)のロゴを配置したカラーリングである。
1986年シーズンまでルノーチーム・ロータスのスポンサーカラーであったJPSカラーは、歴史的にもモータースポーツとの関わりが深い為、軽快でスポーティな走りを楽しむ若者向けのスクーターである「パックスS」に日本国内限定モデルとして販売された。当時の国内販売計画では3千台を見込んだ生産を行い、10万3千円の全国標準価格で販売された。